# Yoshino Yoshiki
Yoshiki Yoshino (sinh ngày 8 tháng 11 năm 1988) là một cầu thủ bóng đá người Nhật Bản.

## Sự nghiệp câu lạc bộ
Yoshiki Yoshino đã từng chơi cho YSCC Yokohama.